# Krabburen
Krabburen (Fries: Krabbuorren) is een buurtschap in de gemeente Noardeast-Fryslân, in de Nederlandse provincie Friesland. Krabburen ligt tussen Warfstermolen en Munnekezijl, ten zuidoosten van het Lauwersmeer. De buurtschap ligt aan de Olde Borchweg, genoemd naar een boerderij verderop en bestaat uit een rij huizen aan de zuidzijde van deze weg. De weg is de vroegere oude zeedijk om het vroegere Lauwerszee-eiland 't Oech.
Ten noorden van Krabburen ligt de polder Ooster-Nieuwkruisland, met daarin de boerderij Nittershoek, die verwijst naar de Nittershoek of Groote Hoek. Hier maakte de oude zeedijk een bijna haakse hoek met de linkerrivierdijk van het Reitdiep, voordat in 1877 de dijk naar Zoutkamp gereedkwam. De Nittershoek is sindsdien de naam van het streekje ten noorden van Krabburen en tevens de boerderijnaam. De boerderij is alleen te bereiken vanaf de Oude Borchweg.

## Geschiedenis
De buurtschap Krabburen komt voor op kaarten vanaf de jaren 1960. Het oudste huis dateert uit 1845. De buurtschap ontwikkelde zich enkele tientallen jaren later, met de komst van enkele huizen en boerderijen. In de 20ste eeuw is de buurtschap verdicht en ontstond er een rijtje huizen.
De oorsprong van de plaatsnaam van de buurtschap is onduidelijk. Het kan letterlijk verwijzen naar krabben. Het zou metaforisch kunnen verwijzen naar 'scheef', of het is een verbastering van krib (dijkversterking).

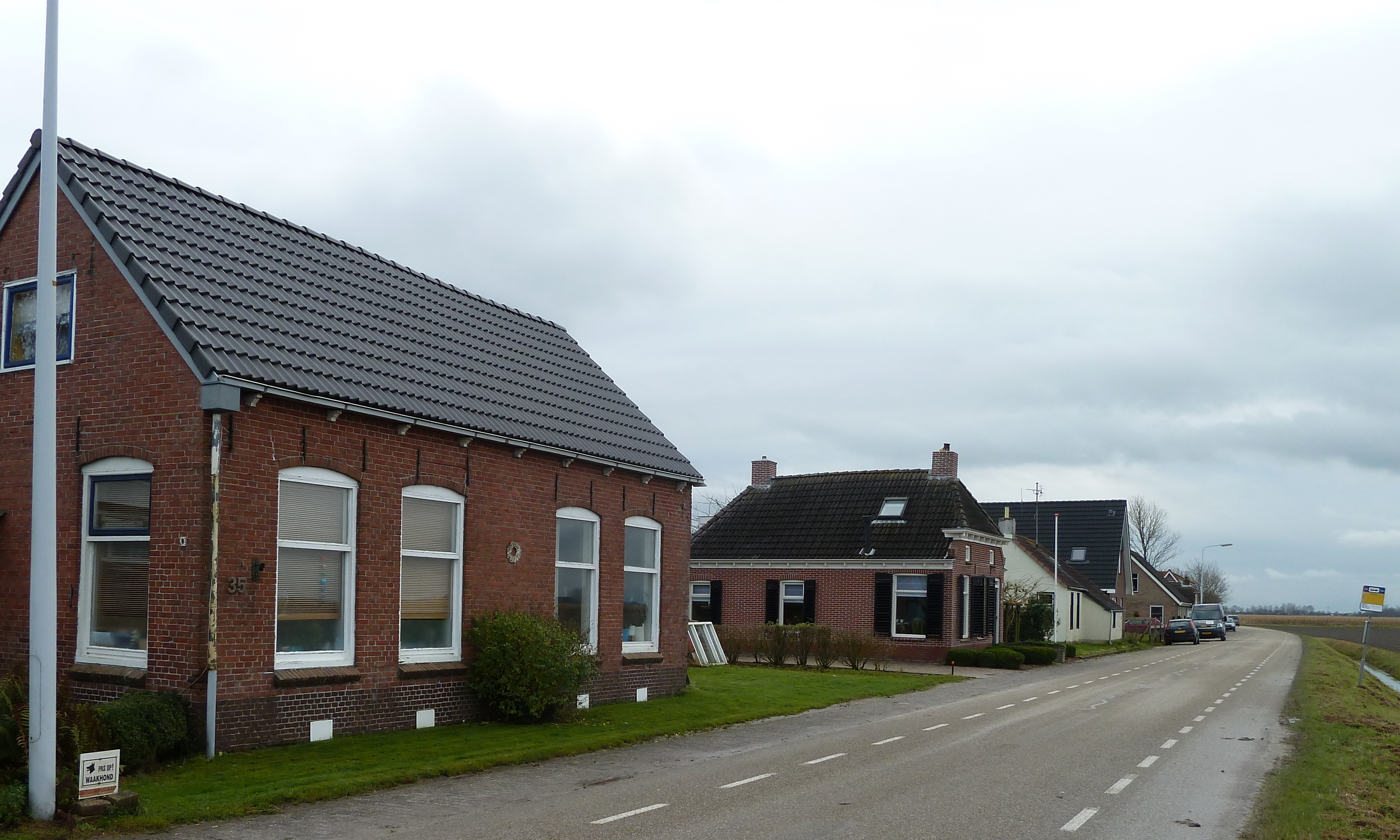
Een aantal huizen in de buurtschap
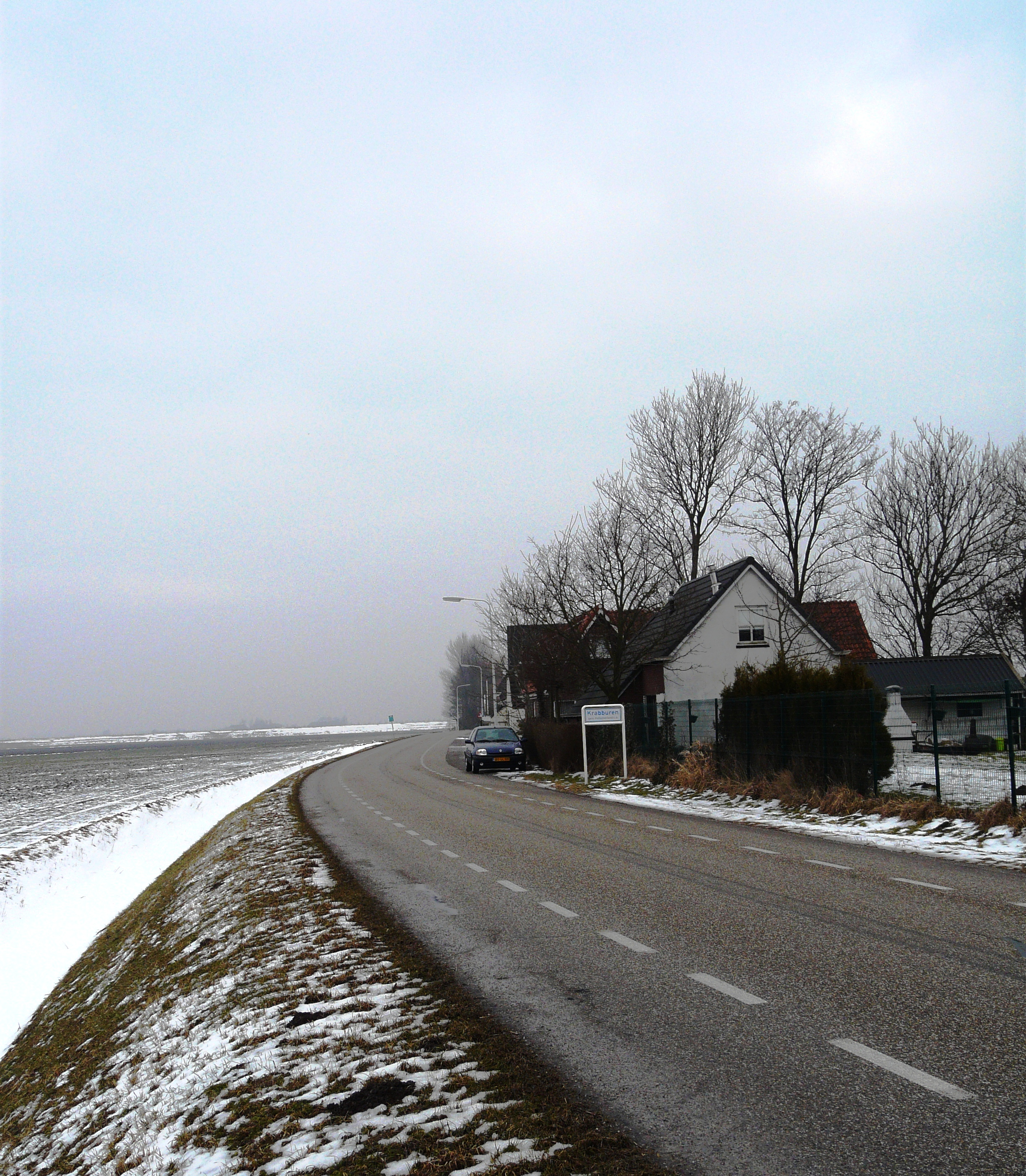
Krabburen in de winter

## Luchtwachttoren en kolk
Ten oosten van Krabburen stond op de Olde Dyk vroeger een luchtwachttoren (luchtwachttoren 7N3 Munnekezijl). Ten oosten van de toren ligt de Krommekolk, een kolk die ontstond bij een dijkdoorbraak bij de Allerheiligenvloed van 1570 of een andere watersnood. De kolk komt het eerst voor op een kaart uit 1689.
Steden, dorpen en gehuchten: Aalsum · Anjum · Augsbuurt · Birdaard · Blija · Bornwird · Brantgum · Burum · Dokkum · Ee · Engwierum · Ferwerd · Foudgum · Genum · Hallum · Hantum · Hantumeruitburen · Hantumhuizen · Hiaure · Hogebeintum · Holwerd · Janum · Jislum · Jouswier · Kollum · Kollumerpomp · Kollumerzwaag · Lichtaard · Lioessens · Marrum · Metslawier · Munnekezijl · Moddergat · Morra · Nes · Niawier · Oosternijkerk · Oostmahorn · Oostrum · Oudwoude · Paesens · Raard · Reitsum · Ternaard · Triemen · Veenklooster · Waaxens · Wanswerd · Warfstermolen · Westergeest · Wetsens · Wierum · Zwagerbosch

Buurtschappen: Abbewier · Bartlehiem (deels) · Beintemahuis · Betterwird · Bollingawier · Bonte Hond · Bornwirdhuizen · Boteburen · Brandeburen · De Dellen · De Keegen · De Kolk · De Leegte · De Rijp · De Wirden · De Schans · Dijkshorne · Dokkumer Nieuwe Zijlen · Drieboerehuizen · Ezumazijl · Groot Medhuizen · Halfweg · Hallumerhoek · Hanenburg · Hantumerhoek · Huis ter Noord · Kettingwier · Klein Medhuizen · Kletterbuurt · Kollumeroudzijl · Krabburen · Laagland · Lutkewier · Molenbuurt · Nieuwland · Oudeterp · Oudwouderzijlen · Reidswal · Scharnehuizen · Stiem · Teerd · Teijeburen · Tergracht (deels) · Ter Lune · Tibma · Tilburen · Tiltjeburen · Vaardeburen · Veldburen · Vijfhuizen (Hallum) · Vijfhuizen (Ternaard) · Visbuurt · Weerdeburen · Westerburen · Westernijkerk · Wie · Wijgeest · Zevenhuizen

Streken: 't Schoor · Galilea · It Paradyske · Lutkelaard · Sibrandahuis · Steenharst · Steenvak · Wildpad (deels) · Zandbulten · Zwagerveen

Friesland: Steden en dorpen      Nederland: Provincies · Gemeenten